# Cadre-71/2-Europameisterschaft 1979

Logo CEB (ausrichtender Verband)

Veranstaltungsort: Quierschied

Die Cadre-71/2-Europameisterschaft 1979 war das 32. Turnier in dieser Disziplin des Karambolagebillards und fand vom 30. November bis zum 3. Dezember 1978 in Quierschied im Saarland statt. Die Meisterschaft zählte zur Saison 1978/79. Es war die vierte Cadre-71/2-Europameisterschaft in Deutschland.

## Geschichte
Bei seiner zehnten Teilnahme an einer Cadre 71/2-EM holte sich Raymond Ceulemans den fünften Titel. Damit ist er Rekord-Europameister in dieser Disziplin. Nur gegen den Titelverteidiger Dieter Müller musste er in der letzten Partie eine Niederlage einstecken. Vor dem letzten Durchgang hatten sich aber die Verfolger von Ceulemans gegenseitig die Punkte abgenommen, so dass der belgische Allrounder die Niederlage verkraften konnte. Für Müller war die Titelverteidigung nach einer unerwarteten Niederlage von 191:300 in zwölf Aufnahmen gegen den niederländischen Außenseiter Willy Steures im dritten Spiel fast schon vorbei. In der sechsten Spielrunde kam dann noch eine 4:300-Niederlage in zwei Aufnahmen gegen Klaus Hose dazu. Hose verlor aber gegen den Zweitplatzierten Francis Connesson und gegen Ceulemans. 

## Turniermodus
Hier wurde im Round Robin System bis 300 Punkte gespielt. Es wurde mit Nachstoß gespielt. Damit waren Unentschieden möglich.
Bei MP-Gleichstand wird in folgender Reihenfolge gewertet:
1. MP = Matchpunkte
2. GD = Generaldurchschnitt
3. HS = Höchstserie

## Abschlusstabelle
| MP    | Match Points (Sieger = 2; Unentschieden = 1; Verlierer = 0) |
| Pkte. | Erzielte Karambolagen                                       |
| Aufn. | Benötigte Versuche                                          |
| GD    | Generaldurchschnitt                                         |
| BED   | Bester Einzeldurchschnitt eines Spielers                    |
| HS    | Höchstserie                                                 |
|       | Bester GD des Turniers                                      |
|       | Bester ED des Turniers                                      |
|       | Beste HS des Turniers                                       |
|       | 1. Platz (Gold)                                             |
|       | 2. Platz (Silber)                                           |
|       | 3. Platz (Bronze)                                           |

| Platz                      | Name              | MP   | Pkte. | Aufn. | GD    | BED    | HS  |
| -------------------------- | ----------------- | ---- | ----- | ----- | ----- | ------ | --- |
| 1                          | Raymond Ceulemans | 12:2 | 1963  | 39    | 50,33 | 150,00 | 204 |
| 2                          | Francis Connesson | 10:4 | 1611  | 35    | 46,02 | 100,00 | 225 |
| 3                          | Dieter Müller     | 10:4 | 1695  | 37    | 45,81 | 150,00 | 296 |
| 4                          | Klaus Hose        | 10:4 | 1739  | 46    | 37,80 | 150,00 | 238 |
| 5                          | Willy Steures     | 8:6  | 1715  | 72    | 23,81 | 37,50  | 103 |
| 6                          | Edouard Kusters   | 4:10 | 1369  | 57    | 24,01 | 37,50  | 126 |
| 7                          | Kurt Mastny       | 2:12 | 1154  | 57    | 20,24 | 15,78  | 99  |
| 8                          | Javier Arenaza    | 0:14 | 788   | 59    | 13,35 | –      | 58  |
| Turnierdurchschnitt: 29,93 |                   |      |       |       |       |        |     |